# Phyllachora incarcerata
Phyllachora incarcerata är en svampart som först beskrevs av Miles Joseph Berkeley, och fick sitt nu gällande namn av Pier Andrea Saccardo 1883. Phyllachora incarcerata ingår i släktet Phyllachora och familjen Phyllachoraceae.   Inga underarter finns listade i Catalogue of Life.